# 復活 (キリスト教)

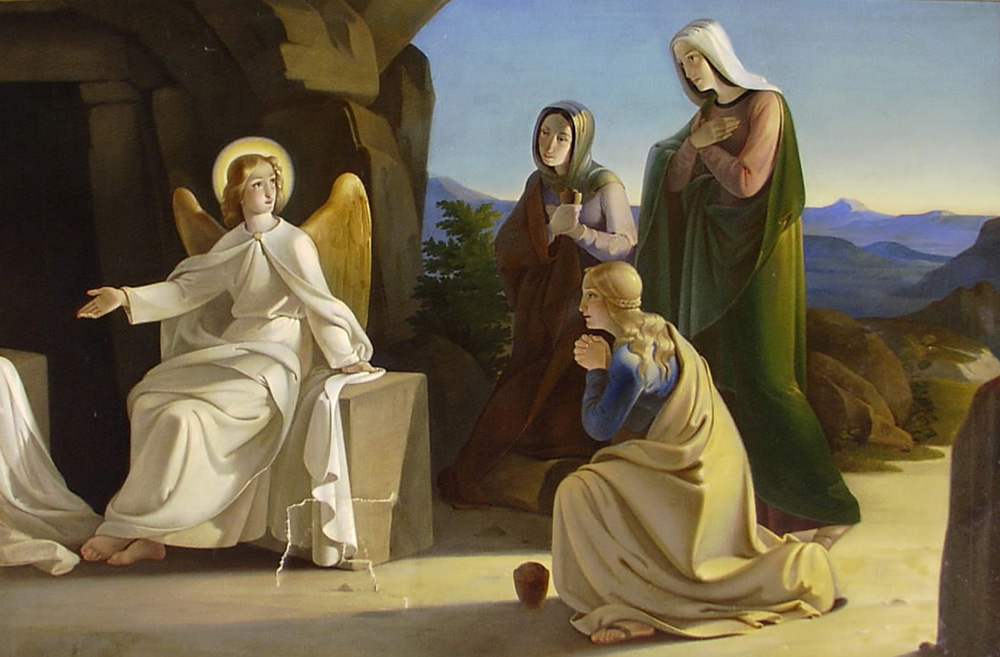
『キリストの墓での3人のマリア』（1835, Ludwig Ferdinand Schnorr von Carolsfeld）。4つの福音書は共通して、キリストの処刑後第三日、すなわち日曜日の早朝、女たちが墓をたずねていくと、墓が空になっており、若者（天使）が女達にキリストの復活を告げたことを述べている。

復活（ふっかつ、ギリシア語: Ἀνάστασις　Anastasis　アナスタシス、ラテン語: resurrectio、英語: resurrection、ドイツ語: Auferstehung、ロシア語: Воскресение）では、キリスト教における復活を扱う。

## 概要
キリスト教においては、十字架につけられたイエス・キリストが、眠っている者の初穂として死人の中から復活したことが信仰されている（コリントの信徒への手紙一、15: 20）。キリストが復活し、キリストの復活によって全ての人が生きるとされ（コリントの信徒への手紙一、15: 21 - 22）、死者は復活するとされる（テサロニケの信徒への手紙一、4: 13 - 18）。
このように、キリスト教における復活は、イエス・キリストのみにとどまるものではなく、全ての人に及ぶものである。善行をした者も悪行をした者も、最後の審判の日には全ての人が復活するとされ、善行を行った者は生命の復活に出て、悪行を行った者は裁きを受けるために復活するとされる（ヨハネによる福音書5: 29、ただし教派・思潮によって、この「善行」「悪行」をどのように解釈するかには、小さくない差がある）。
最後の審判の日における復活については、身体も伴った復活がキリスト教において信じられている。
キリスト教における4つの福音書には、イエスの誕生について語らないものはあるが、イエス・キリストの復活について記していないものはない。キリスト教において復活は、最初の最も基本的な宣教の内容を形成しており、キリスト教神学の中心的位置を占めている。キリスト教の復活の信仰は、キリストの復活の事実に基いているとキリスト教においては捉えられている。
コリントの信徒への手紙一の15: 14における、使徒パウロによる「もしキリストがよみがえらなかったとしたら、わたしたちの宣教はむなしく、あなたがたの信仰もまたむなしい。」（口語訳聖書）との文言が、キリスト教において復活信仰が欠かせないことを示すものとして挙げられる。
キリストの復活が、全人類的な意味における死者の復活へ結び付くとされる信仰内容は、聖書の多くの箇所に示されているのみならず、多くの教派が用いるニカイア・コンスタンティノポリス信条といった祈祷文・信仰告白、および各種イコンや芸術作品（絵画・音楽作品等）にも表れている。
他方、自由主義神学の影響下にある派・信徒の中には、キリストの復活を事実として信じない者が少なからず存在する。一方で、自由主義神学と正統主義双方の行き過ぎを是正しようとしたブルトマンの立場からの、「『歴史的事実』『客観的事実』ではなく神話であるが、たしかに（ケリュグマにおいて）復活した」とする非神話化の説明も存在する。

## 聖書の記述

### 旧約聖書

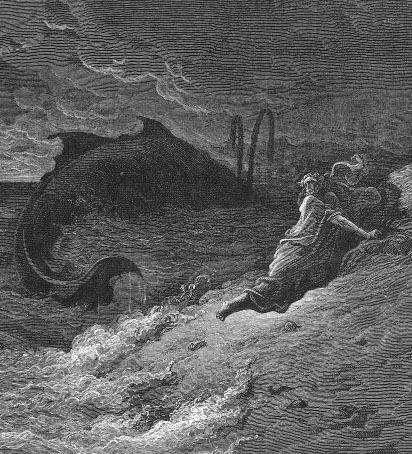
『大魚に吐き出されたヨナ』（ギュスターヴ・ドレ）

旧約聖書はユダヤ教においても正典であるが、本項ではキリスト教における理解について述べる。
旧約聖書にも復活についての記述が存在する。
預言者エリヤ、エリシャが復活の奇蹟を行ったことが記されている（列王記上17: 17 - 23、列王記下4: 33 - 35）。
詩篇（聖詠）においては、「爾の生命を墓より救い」（詩篇103: 4、聖詠102: 4）、「主は彼を護りてその生命を保たん」（詩篇41: 2、聖詠40: 3）、「我らを生かし給え」（詩篇80: 18、聖詠79: 19）、「…爾我が霊を地獄に遺さず、爾の聖者に朽つるを見ざらしめん。爾我に生命の道を示さん、爾が顔の前に喜びの充満あり、爾が右の手に世々の福楽あり。」（詩篇16: 10 - 11、聖詠15: 10 - 11）といった箇所において、唯一の神が命と死の主であり、神が死んだ人間を陰府から呼び戻して復活させ得ること、神は人の霊を陰府に捨て置いたり、腐敗するのを許されたりはしないことが示されているとされる。
預言者達によっても、エゼキエル書（37: 1 - 14）における枯れた骨の復活や、イザヤ書（26: 19、51: 17、53: 8 - 12、60: 1）、ホセア書（6: 1 - 2、13: 14）といった箇所で復活が預言されているとされる。
ヨナ書において、預言者ヨナが神によって大魚の腹の中に飲み込まれたのち、三日後に陸に吐き出されたことは（ヨナ書1: 17 - 2: 10）、救世主イエス・キリストの三日目の復活を預象するものであるとされる。このことはイエス自身の言葉としてマタイによる福音書（12: 40、16: 4）に記されており、イエスが語る『ヨナのしるし』とは、イエス・キリストの死と復活を指すものと理解される。

### 新約聖書

#### キリストの復活

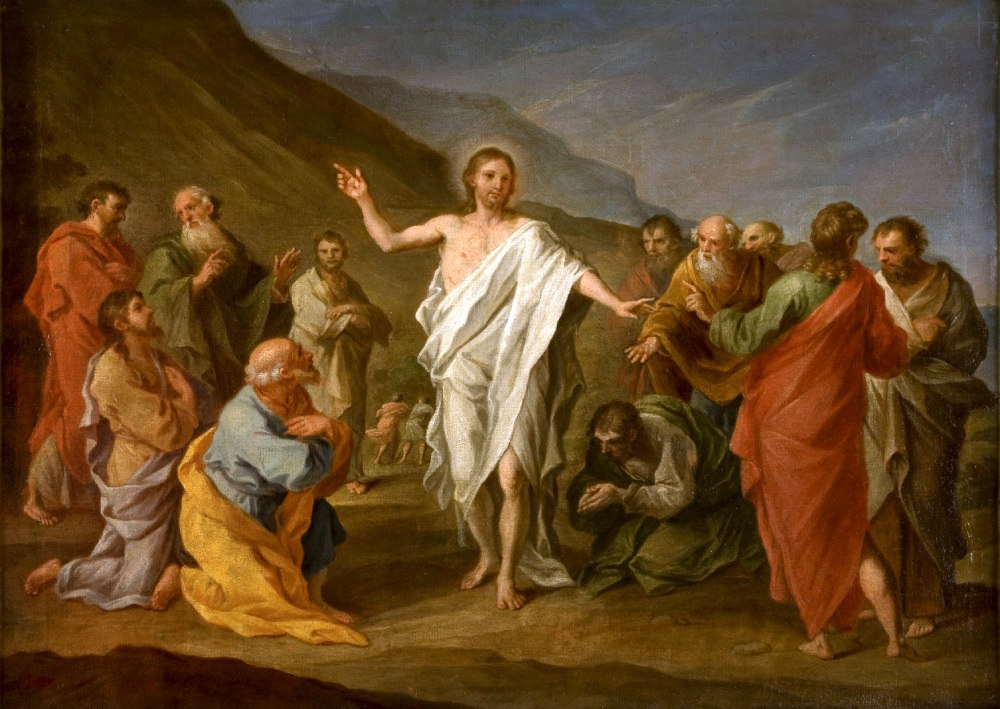
『キリストの復活』（18世紀・ポーランド）

カトリック教会、プロテスタント、正教会など多くの教派で、キリストの死者の中からの復活は、初期キリスト教時代からの教えの中心的内容とされてきた。パウロ書簡で最も初期のものと考えられているテサロニケ人への第一の手紙において、パウロは「死者のうちから甦った神の子」（1: 10）に言及している。
会堂司の娘の生き返り（マタイによる福音書9: 18 - 26）、ラザロの生き返り（ヨハネによる福音書11章）といった奇蹟や、イエス自身による度重なる言葉により、死と復活はイエスによって事前に繰り返し予告された旨が福音書の各所に記述されている。
イエス・キリストの降誕について記していない福音書はあるが（マルコによる福音書、ヨハネによる福音書には具体的記述がない）、イエス・キリストの復活についてはすべての福音書に記されている。
- キリストの復活
  - マタイによる福音書: 28章
  - マルコによる福音書: 16章
  - ルカによる福音書: 24章
  - ヨハネによる福音書: 20章・21章

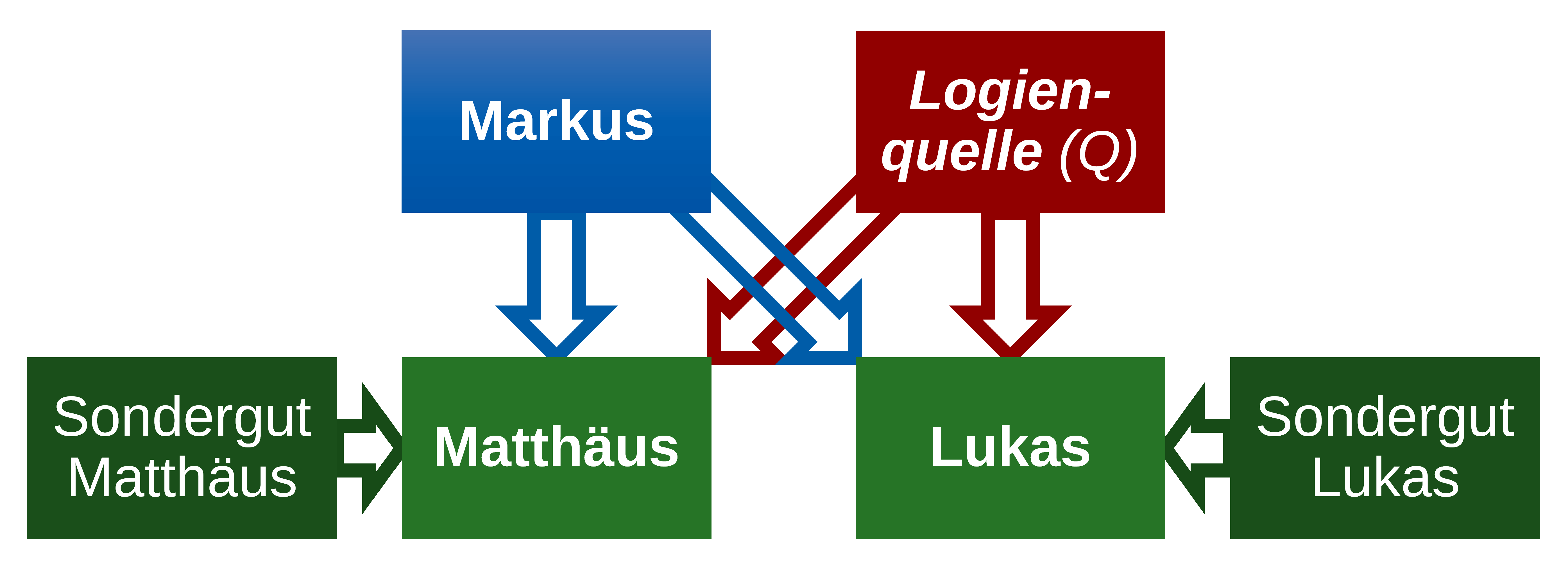
高等批評に基づく福音書成立の概念図。無名の著者によってマルコによる福音書を元に、マタイによる福音書とルカによる福音書が創作されたとする。

これら4つの福音書の記述をみても、イエス・キリストの復活した場面を目撃した者は誰も記されていない。遺体がなく空になった墓の記述と、イエス・キリストが復活した後、多くの弟子の前に現れたことが記されているのみである。キリストが復活した場面を描くイコン・図像は、時代が下ってから復活の深い意味を表現する手段として描かれるようになった。
高等批評を行う立場からは、写本と用語の問題から、最古の福音書と考えられるマルコ福音書は本来16章8節までで、墓からキリストの遺体が消え復活を示唆する内容で終わっていたと考えられている（これを是としない教派・思潮も多い）。

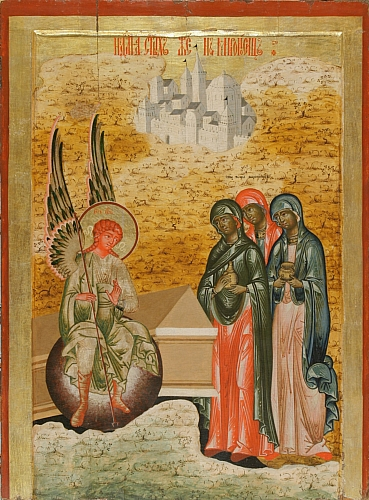
イコン『空の墓』（キジ島、顕栄聖堂）

4つの福音書は共通して、キリストの処刑後第三日、すなわち日曜日の早朝、女たちが墓をたずねていくと、墓が空になっており、青年（天使）が女達にキリストの復活を告げたことを述べているが、その後の記述はかならずしも相互に一致してはいないとする見解がある。
キリストの復活の諸々の出来事につき、マタイ、マルコは1日の間のことであるとし、ヨハネは数日に及ぶこととして、相違を見る立場がある。ルカは福音書（ルカによる福音書）においては1日の出来事として書いているが、聖書とパン裂きによって復活が知られる事を記す一方で、使徒言行録では復活のキリストの地上での生活を40日間と記述している。
（しかし、聖書本文を見る限り、マタイ・マルコ・ルカに１日の出来事と特定した記述があるわけではない。）
さらに、マタイとマルコでは、復活のキリストがガリラヤで弟子達に会うとされているが、ルカは全てエルサレムでの出来事として書いていることも相違とされる。
使徒パウロはコリントの信徒への手紙一（15: 5 - 8）において、復活後のキリストに会った人々の名を挙げている。ペトロ、十二使徒、500人以上の信者達、主の兄弟ヤコブ、全ての使徒達、最後にパウロである。しかしこの次第も、福音書の内容とは完全には一致していない。
伝統的解釈を重んじる人々（聖公会・プロテスタント内の伝統的解釈に則る人々、および正教会、カトリック教会）からは、こうした矛盾とされる現象につき、復活のキリストが時間と空間を越えた存在（光栄の主）になっていたためであり、諸々の出来事は超自然的な領域に属する現象であったためであるとする解釈が示される。また、こうした不一致につき、ガリラヤでの出来事の記述とエルサレムの出来事の記述は相互補完的なものであるとする説明もなされる。プロテスタントの聖書信仰では矛盾という語で表現せずに、聖書の現象と呼ぶ。
一方、近代以降の啓蒙主義の合理主義の影響を受けた自由主義神学に立つ解釈では、この矛盾を、復活は歴史的事実ではなく信者の心のなかにキリストがとどまりその印象が強化されたことを意味しており、したがって復活の記述はこの信仰の表現として創造せられたためと考える。
ハルナックなど自由主義神学からは、弟子達はキリストの死を悲しむあまり、キリストを求め、精神状態を乱し、キリストを見たと信じるようになった（つまり復活は錯乱した弟子達による錯覚）とされることがある。
こうした自由主義神学の説に対しては、疑い深かった弟子（トマス）がいたことが記されていること、イエスの死体に香料を塗ろうとして墓を訪れた女達もまるで復活を期待してはいなかったことなど、弟子達は錯乱や狂信から程遠い状態にあったとして、復活が事実であったとする信仰を強調しようとされることがある。

#### 死者の甦り

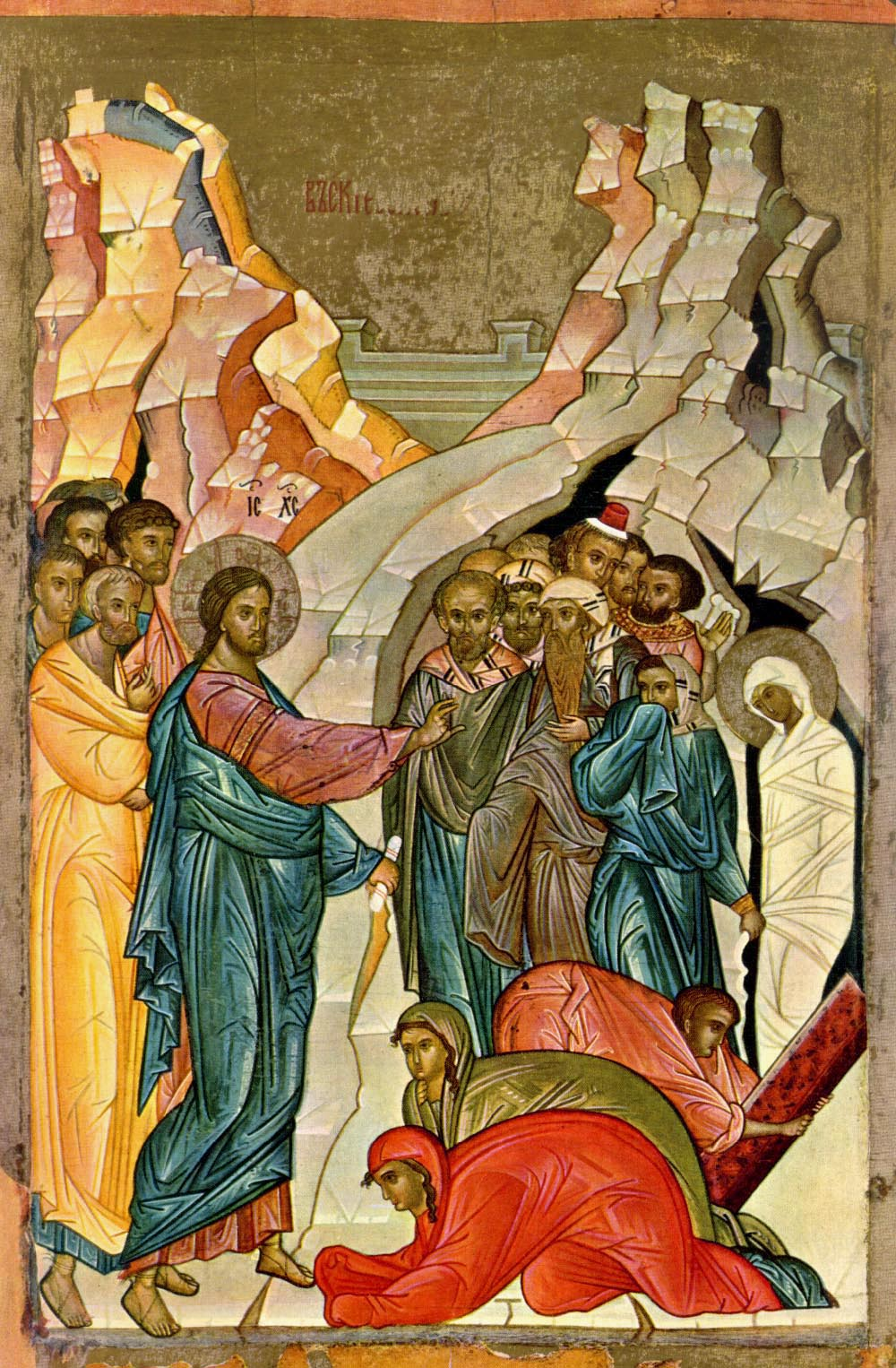
ラザリ（ラザロ）の復活のイコン（15世紀・ノヴゴロド）

新約聖書には、キリストの復活のほかにもいくつかの甦りの記事がある。
福音書はイエスが行った甦りの奇跡として、会堂司の娘の甦り（マタイによる福音書9: 18 - 26）、ラザロの甦り（ヨハネによる福音書11章）に言及している。
伝統的なキリスト教では、これらの生き返りとキリストの復活とを分けて考える。これらの生き返った人々は、その後また自然の死を迎えたのであり、罪と死に対する勝利をもたらす唯一の復活である、十字架につけられたキリストの復活とは次元が異なると捉えられる。
正教会におけるラザロの復活のイコンでは、墓から出てきたラザロの前にいる人々のうちに鼻を手で覆っている者が描かれるが、これは死臭を避けているのであるといわれる。ラザロは、自分の身体、それも死後4日間経って腐りかけている肉体のうちに意識を取り戻したのであり、この肉体自体は、またいつか朽ちて眠りにつくのである。
しかしながらこれらの生き返りは、確かに次元は全く異なるものではあるものの、イエス自身の復活を明白な形ではないにせよ予告するものであったともされる。墓から出たラザロは、イエスの呼びかけによって死から救われる者の姿を具体的に象徴しているとされる。さらにラザロの復活は、エゼキエル書（37: 1 - 14）における枯れた骨の復活にみられるように、万人の復活を証明する奇蹟であるとも説明される。
使徒言行録では、使徒たちが甦りの奇跡を起こしている。ペトロがタビタを甦らせた記事（使徒言行録9: 40）、パウロが転落した若者を甦らせた記事（20: 9 - 12）がある。
最後の審判の前には、全ての人の復活が起きるとされている。

## 教会史上の伝承
正教会の十字架挙栄祭の伝承にみられるように、死からの復活の奇蹟が起きたとする伝承は、聖書時代以降にも教会に遺されている。

## 復活祭・日曜日
キリスト教において、日曜日、すなわち主日の礼拝は、第一に復活を記念するためのものである。年一度の復活祭も復活を記念する祭である。多くの教派にとって、復活祭はもっとも重要な祭である。

## 教派別の定義

### 西方教会

#### カトリック教会
カトリック教会の典礼暦の中でも（他の多くの教派と同様）主日（日曜日）はキリストが復活した日として重要視される。その主日の中で、一年で最も盛大に祝われるのが復活祭であり、復活徹夜祭は典礼暦年の頂点と位置づけられる。復活祭から聖霊降臨祭までの50日間は復活節と呼ばれる期間である。

#### 聖公会
聖公会の教会暦の中でも（他の多くの教派と同様）主日（日曜日）はキリストが復活した日として位置づけられ、「根源の祝日」ともされる。一年に一度の復活祭は、聖公会祈祷書では復活日とも記載される。復活節と呼ばれる期間は、復活日から始まり聖霊降臨日で終わる50日間である。復活日とその後の7日間には、朝の礼拝における最初の詩篇部分が『復活の歌』に代えられるほか、聖餐式の奉献唱・特別叙唱もこの期間用のものが用意されている（復活節も同様にする事が可能）。

#### プロテスタント
そもそもプロテスタントにおいては、復活、地獄といった最後のものについての教理は、未だ関心事の中心になったことはなく、最も未発展の教理であり、詳細な議論を喚起していないと評価される事がある（ルイス・ベルコフによる）。ただし、「神学の関心対象とはあまりならなかった」「教理が関心事の中心になったことがない」ということは、必ずしも「対象が重要ではないと考えられてきた」と限らない。「疑問が持たれないほどにまで信じられている」ことについて、神学・教理の論理展開が要請される事はあまりない。
宗教改革期においては、未来における人々の復活について、神学者たちは復活した後の体が現在の体と同一のものであるという点において全く一致していた（復活を一致して認めていたということを含意する）。

##### 改革派教会
改革派によれば、イエス・キリストは初穂として復活し、選びの民も栄光の体を与えられ栄化されるが、不信者は復活の状態が異なる。

##### 自由主義神学
近代の自由主義神学においては、復活を否定するか、人間の完全な人格が死後も続くことの象徴的比喩として復活を理解するようになっている。

##### 福音派
イエス・キリストの復活は歴史上実際に起った歴史的事実であり、やがて人は復活すると全教会で認められており、リベラルの見解を退ける。

### 東方教会

#### 正教会

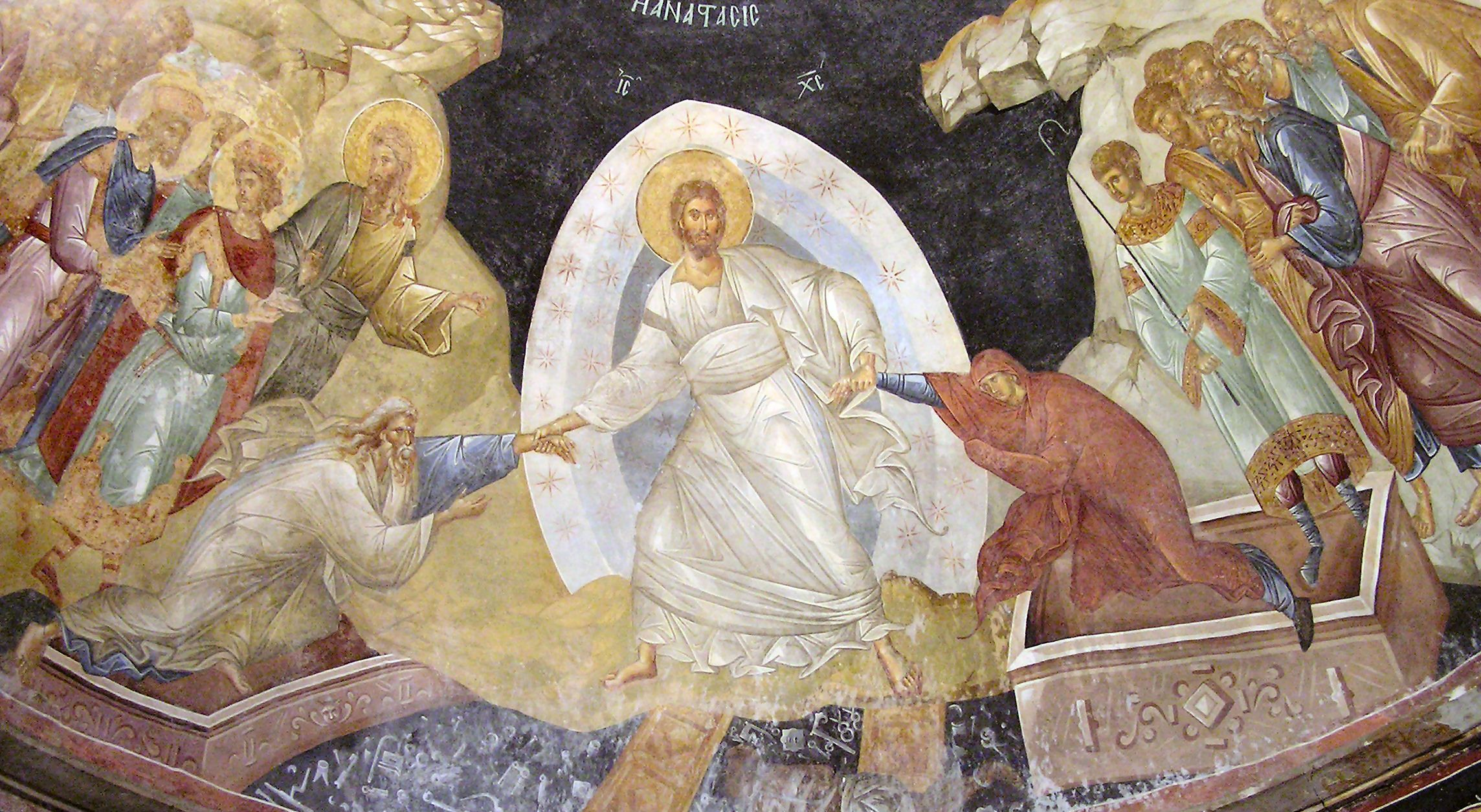
フレスコ画イコン『復活』。現在はカーリエ博物館となっている、ホーラ（コーラ）修道院の聖堂内、湾曲した天井に描かれている。主ハリストス（キリスト）がアダムとエヴァの手を取り、地獄から引き上げる情景を描いたもの。このハリストスの地獄降りのイコンが、正教会においては復活大祭のイコンとして定着している。

正教会はその教えを「復活の福音」と捉え、復活信仰を中心に位置付ける。その事は以下に述べるように、各種奉神礼にも反映されている。
毎週日曜日は「主の復活の日」として、「主の復活・天国」を記憶する曜日と位置付けられて居る。これを反映し、毎週主日（日曜日）の早課（スラヴ系の正教会では徹夜祷の一部として土曜日の晩に行われる事が多い）において、特別な祭日による指定の無い限り、必ず福音書のうちキリスト（ハリストス）の復活について記述された箇所が奉読される。11種類の指定があるので、これを「十一福音」と言う。土曜日の夜から日曜日の夕方にかけての奉神礼はハリストスの復活に関連付けられ、この時の聖歌の多くがハリストスの復活を記憶するものとなっている。
正教会で行われる祭のうち、復活大祭はハリストスの復活を記憶する祭であり、正教会における最大の祭典である。
復活大祭は、多くの場合深夜からその奉神礼（礼拝）が始められ、早朝にかけて聖体礼儀が行われる。普段の奉神礼では頻繁に誦経される部分であっても誦経されることは殆どなく、ほぼ全て詠隊が聖歌を歌うことで実施される。また、イコノスタスの全ての門は開放され、蝋燭等の照明は全てが灯される。これらの情景は、復活したハリストスを目にした使徒達の体験を、「時空を越えた、同じ一つの現実の分かち合」うものであると正教会においては捉えられる。
ハリストスの復活のイコンは、『ハリストスの地獄降り』と呼ばれるものが多く用いられる。これは正教会において、ハリストスが十字架で死んで埋葬されてのち靈（たましい）にて地獄に降り、アダムとイヴをはじめとした地獄に居た義人を解放して天国に入らせたとする伝承に由来する。
正教会においては、ハリストスの復活は「新たな創造」とも表現される。
各種機密でも、復活、永遠の生命への与りが主要な意義の一つとなっている。

## 復活をテーマとした作品
- グスタフ・マーラー作曲の交響曲第2番
- ヘンデル作曲のオラトリオ『復活』
- J.S.バッハ作曲の『復活祭オラトリオ』（BWV249）
- レフ・トルストイの長編小説。復活 (小説)

## 宗教学からみた他宗教の類似概念との相違
死者の霊肉一体の再生としての復活の信仰は、人間の肉体と霊魂を等しく人間の生命に欠かせないものとする、人間を一元的有機体とする観方を前提とする。
従って、霊魂を人間の本質とするインド、古代ギリシャの宗教伝統（ヒンドゥー教、仏教、古代ギリシャ神話）では、復活は中心的教義として位置づけられる事は無かった。ギリシャ人は人間の魂を本性的に不朽のものと捉え、死は肉体という束縛から魂が解放されることとして位置づけていたことも比較の前提となる。
他方、人間を霊肉の一元的有機体と捉えるものにとっては、復活は信仰の中核に位置づけられるケースがみられる。キリスト教もそうした見地にたつものであるが、他に古代エジプトの宗教、ユダヤ教、ゾロアスター教、イスラームなどが挙げられる。
古代エジプトにおいては死は生の中断・変化と捉えられ、現世と同じ来世の存在が信じられていた。死者はオシリスに由来する秘儀によって不死の存在に変えられるとされていた。ゾロアスター教では、人は死後裁きを受けて天国か地獄に送られるが、最後の日に救世主が現れ死者を復活させ、その後全ての人が罪のけがれを落として永遠の天国に入るとしている。
宗教学の見地からは、キリストとオシリスとは、復活の証であり、死者を裁き生かすという共通の役割が指摘される。しかしながら最大の相違として、古代エジプトにおいてはオシリスと死者の出会いは死後にのみ起こるのであるが、洗礼を受けたキリスト教徒は復活したキリストにおいて新生を始めるとされる点（ローマの信徒への手紙 6章）が挙げられる。